# Ausoner
Ausoner var ett fornfolk som bodde i södra delen av Italien. De var ett oskiskt folk som inte ska förväxlas med aurunkerna.
Ausonerna fanns förmodligen i Italien åtminstone från början av 1700-talet f.Kr. När grekerna kom till Syditalien var ausonerna, vid sidan av iapygerna och enotrierna, de största folkgrupperna. Deras landområde, som på 800-talet f.Kr. omfattade södra Latium och södra Kampanien upp till floden Sele, kallades Ausonia (det finns en nutida stad i Italien med namnet Ausonia). Delar av det ausoniska folket flyttade till Sicilien kring 1270 f.Kr. Under latinska kriget 340 f.Kr.-338 f.Kr. allierade sig ausoner och aurunker med samniterna mot romarna. Romarna slog ner revolten som fick till följd att de ausoniska städerna Ausona, Vescia-Sessa, Minturnae, Sinuessa och Veseris förstördes och ausonerna romaniserades. 
Begreppet ausoner används även mer generellt för att beteckna icke-grekiska invånare i Italien. Jämför härvidlag med begreppet iapyger. I senare litteratur betecknar ausoner ofta icke-grekiska invånare i Italien.